# Akhtar Hameed Khan
Akhtar Hameed Khan (Urdu:اختر حمید خان, əxt̪əɾ hɐmiːd xɑːn) (* 15. Juli 1914 in Agra, Indien; † 9. Oktober 1999 in Indianapolis, Indiana) war ein pakistanischer Entwicklungs-Aktivist und Sozialwissenschaftler; er leistete Pionierarbeit im Bereich der Mikrokredite, landwirtschaftlicher Kooperativen und Trainingsprogramme in Entwicklungsländern. Für sein Kumilla-Modell (1959) zur umfassenden ländlichen Entwicklung erhielt er den Ramon-Magsaysay-Preis der Philippinen sowie einen Ehrendoktor der Michigan State University.
1974 begutachtete Khan als Berater der Weltbank die ländliche Entwicklung in Java (Indonesien). Er war auch kurz Gastprofessor an der Universität Lund, Harvard University und Oxford University. 1980 zog Khan nach Karatschi und arbeitete an der Verbesserung der sanitären Situation in den Vororten Karachis.
Als Khan 1999 seine Familie in den Vereinigten Staaten besuchte, litt er an Nierenversagen und starb am 9. Oktober in Indianapolis im Alter von 85 Jahren an einem Herzinfarkt.

## Preise und Auszeichnungen
- Jinnah Award (posthum 2004)[3]
- Nishan-e-Imtiaz (posthum 2001).[4]
- Ramon-Magsaysay-Preis (31. August 1963, Manila, Philippinen).[5]
- Sitara-e-Pakistan (1961).[6]

Khan sprach fließend Arabisch, Bengali, Englisch, Hindi, Pali, Persisch und Urdu.

## Veröffentlichungen
- 1965: Rural Development in East Pakistan, Speeches By Akhter Hameed Khan. Asian Studies Center, Michigan State University.
- 1974: Institutions for rural development in Indonesia, Pakistan Academy for Rural Development. Karachi.
- 1985: Rural development in Pakistan. Vanguard Books. Lahore.
- 1994: What I learnt in Comilla and Orangi. Referat beim Seminar der South Asian Association for Regional Cooperation (SAARC). Islamabad.
- 1996: Orangi Pilot Project: Reminiscences and Reflections. The Oxford University Press: Karachi. (Ausgaben: 1996, 1999, 2005). ISBN 978-0195979862
- 1997: The sanitation gap: Development's deadly menace. The Progress of Nations. UNICEF.
- 1998: Community-Based Schools and the Orangi Project. In: Hoodbhoy, P (Hg.), Education and the State: Fifty Years of Pakistan, Chapter 7, Karachi: Oxford University Press. ISBN 978-0195778250
- 2000: Twenty Weeks in America: A Diary 3 September 1969–21 January 1970. Aus Urdu übersetzt von Aqila Ismail. City Press. ISBN 969-8380-32-9

auf Urdu
- 1972: Safar-e-Amrika ki Diary (Reisetagebuch aus Amerika). The City Press: Karachi.
- 1988: Chiragh aur Kanwal (Gedichtsammlung). Saad Publishers. Karachi.